# Conus patae
Espèce
Statut de conservation UICN

 LC  : Préoccupation mineure
Conus patae est une espèce de mollusques gastéropodes marins de la famille des Conidae.
Comme toutes les espèces du genre Conus, ces escargots sont prédateurs et venimeux. Ils sont capables de « piquer » les humains et doivent donc être manipulés avec précaution, voire pas du tout.

## Distribution
Cette espèce est présente dans la Mer des Caraïbes et dans le Golfe du Mexique, de la Floride orientale à la Jamaïque.

### Niveau de risque d’extinction de l’espèce
Selon l'analyse de l'UICN réalisée en 2011 pour la définition du niveau de risque d'extinction, c. patae occupe les Caraïbes depuis les Bahamas et les Florida Keys, le long de la côte du Yucatan jusqu'au Nicaragua et aux îles centrales des Caraïbes, et les Antilles jusqu'à Trinidad. Cette espèce est très répandue et il n'y a pas de menaces connues. Cette espèce est classée dans la catégorie "préoccupation mineure".

## Taxonomie

### Publication originale
L'espèce Conus patae a été décrite pour la première fois en 1971 par le malacologiste américain Robert Tucker Abbott dans « The Nautilus »,.

### Synonymes
- Conus (Kellyconus) patae Abbott, 1971 · appellation alternative
- Conus rudiae Magnotte, 1971 · non accepté
- Gladioconus patae (Abbott, 1971) · non accepté
- Kellyconus patae (Abbott, 1971) · non accepté